# Vossenjacht (roman)
Vossenjacht (Engels: The Star Fox) is een sciencefictionroman uit 1965 van de Amerikaanse schrijver Poul Anderson.

## Verhaal
De planeet "Nieuw-Europa" wordt bezet door geheimzinnige wezens, de Aleriona. Hoewel er geruchten de ronde doen over gruwelijke slachtingen, weigert de "Wereldfederatie" in te grijpen. Gunnar Heim, een veteraan van de ruimtevloot, ontdekt dat de Aleriona duistere plannen smeden. Omdat de Aardse wereldleiders niet willen luisteren, rust hij in het diepste geheim een ruimteschip uit en zet koers naar "Nieuw-Europa" om de vijand daar te bestrijden.